# Beetzseeheide
Beetzseeheide település Németországban, azon belül Brandenburgban. Lakosainak száma 701 fő (2023. december 31.). Beetzseeheide Roskow és Päwesin községekkel határos.

## Népesség
A település népességének változása:
| Lakosok száma | 663  | 691  | 689  | 700  | 707  | 701  |
|               | 2014 | 2017 | 2019 | 2021 | 2022 | 2023 |